# Juan Hurtado de Mendoza
Juan Hurtado de Mendoza (ur. w 1548 w Guadalajarze, zm. 6 stycznia 1592 w Rzymie) – hiszpański kardynał.

## Życiorys
Urodził się w 1548 roku w Guadalajarze, jako syn Diega Hurtado de Mendozy i Maríi de Mendoza y Fonseci. Studiował na Universidad de Alcalá, a następnie był kanonikiem kapituły w Salamance i archidiakonem w Hiszpanii. 18 grudnia 1587 roku został kreowany kardynałem prezbiterem i otrzymał kościół tytularny Santa Maria in Traspontina. Na prośbę papieża, niechętnie zrezygnował z funkcji dziekana w Talaverze, jednak beneficjum zostało mu zwrócone za pontyfikatu Grzegorza XIV. Zmarł 6 stycznia 1592 roku w Rzymie.